# Mecysmauchenius newtoni
Mecysmauchenius newtoni is een spinnensoort uit de familie Mecysmaucheniidae. De soort komt voor in Chili.